# Juri Iljitsch Burlakow
Juri Iljitsch Burlakow (russisch Юрий Ильич Бурлаков; * 31. Januar 1960) ist ein ehemaliger sowjetischer und späterer Schweizer Skilangläufer.

## Werdegang
Burlakow hatte seine ersten internationalen Erfolge bei den Juniorenweltmeisterschaften 1980 in Örnsköldsvik. Dort gewann er die Silbermedaille über 15 km und die Goldmedaille mit der Staffel. Im folgenden Jahr holte er bei der Winter-Universiade in Candanchú Silber über 15 km. Bei den Nordischen Skiweltmeisterschaften 1982 in Oslo gewann Burlakow gemeinsam mit Wladimir Nikitin, Oleksandr Batjuk und Alexander Sawjalow den Titel im 4 × 10-km-Staffelrennen gemeinsam mit dem Team aus Norwegen. Im Rennen über 50 km im klassischen Stil sicherte er sich zudem die Silbermedaille hinter dem Schweden Thomas Wassberg. Da das Rennen zugleich als Weltcuprennen gerechnet wurde, erreichte er mit diesem Podestrang auch sein bestes Resultat in einem Distanzweltcup überhaupt. Die Saison 1981/82 beendete er mit 56 Punkten auf Rang zehn der Gesamtweltcup-Wertung.
In die folgende Saison 1982/83 startete Burlakow mit einem dritten Platz über 15 km in Davos. Auch über 50 km in Kawgolowo stand er als Dritter erneut auf dem Podium. Am Ende der Saison lag er auf dem siebenten Rang der Weltcup-Gesamtwertung.
Bei den Olympischen Winterspielen 1984 in Sarajevo kam er im 30-km-Rennen als Elfter ins Ziel. Im Gesamtweltcup musste sich Burlakow in der Saison 1983/84 mit Rang 14 zufriedengeben. In der Folge konnte er an diese Erfolge nur bedingt anknüpfen. Zwar gewann er regelmässig Weltcup-Punkte, grössere Erfolge blieben jedoch aus. Lediglich in der Saison 1985/86 konnte er noch einmal in den Top 20 der Gesamtwertung landen und kam auf den 18. Platz.
Zur Nordischen Skiweltmeisterschaft 1987 in Oberstdorf startete Burlakow noch einmal über 15 km im klassischen Stil und erreichte den 10. Platz mit einem Rückstand von 52,4 Sekunden hinter dem Sieger Marco Albarello aus Italien. Bei den Olympischen Winterspielen 1988 in Calgary erreichte er über die 30-km-Einzeldistanz noch einmal den 12. Platz und über die 50-km-Distanz Rang 26. In seiner letzten Weltcup-Saison 1988/89 gewann er nur noch einen Weltcup-Punkt und wurde damit lediglich 57. der Gesamtwertung.
Nach dem Zerfall der Sowjetunion wechselte Burlakow in den Schweizer Skiverband und bestritt zwischen 1996 und 1997 noch einmal einige FIS-Rennen in der Schweiz. Zudem wurde er 1993 Schweizer Meister über 50 km Freistil.

## Erfolge

### Weltcup-Platzierungen
| Saison  | Platz | Punkte |
| ------- | ----- | ------ |
| 1981/82 | 10.   | 56     |
| 1982/83 | 07.   | 82     |
| 1983/84 | 14.   | 54     |
| 1984/85 | 36.   | 18     |
| 1985/86 | 18.   | 21     |
| 1986/87 | 40.   | 09     |
| 1987/88 | 43.   | 04     |
| 1988/89 | 57.   | 01     |